# Таква (город)
Таква (суахили Takwa) — средневековый город, руины которого в 1982 году были объявлены памятником национального значения. Располагается на юго-востоке кенийского острова Манда.

## История
Расцвет поселения суахили Таквы пришёлся на XV—XVI века, когда здесь был торговый центр. А уже в XVII веке из-за засоления пресной воды и противостояния с соседями с острова Пате люди город оставили.
В развалинах Пятничной мечети есть высокая колонна, позволяющая предположить, что там расположена гробница шейха.
В 1982 году город был объявлен национальным памятником. Доступ к руинам открыт ежедневно.

## Галерея
- Руины Пятничной мечети
- Место омовения-вуду
- Михраб